# Qaasuitsup
Qaasuitsup (en groenlandais Qaasuitsup Kommunia) est une ancienne municipalité groenlandaise qui a existé du 1er janvier 2009 au 31 décembre 2017. Son chef-lieu était Ilulissat, troisième ville la plus peuplée du Groenland.

## Géographie
Localisée au nord-ouest du Groenland, la municipalité était limitrophe de celles de Qeqqata au sud et de Sermersooq au sud-est. Enfin, à l'est et au nord-est, elle était bordée par le parc national du Nord-Est du Groenland. Avec une superficie de 660 000 km2, Qaasuitsup était la plus grande municipalité au monde, plus vaste que l'Ukraine et presque aussi grande que l'ensemble formé par la France métropolitaine et ses départements et collectivités d'outre-mer qui totalise 672 051 km2.

### Transports

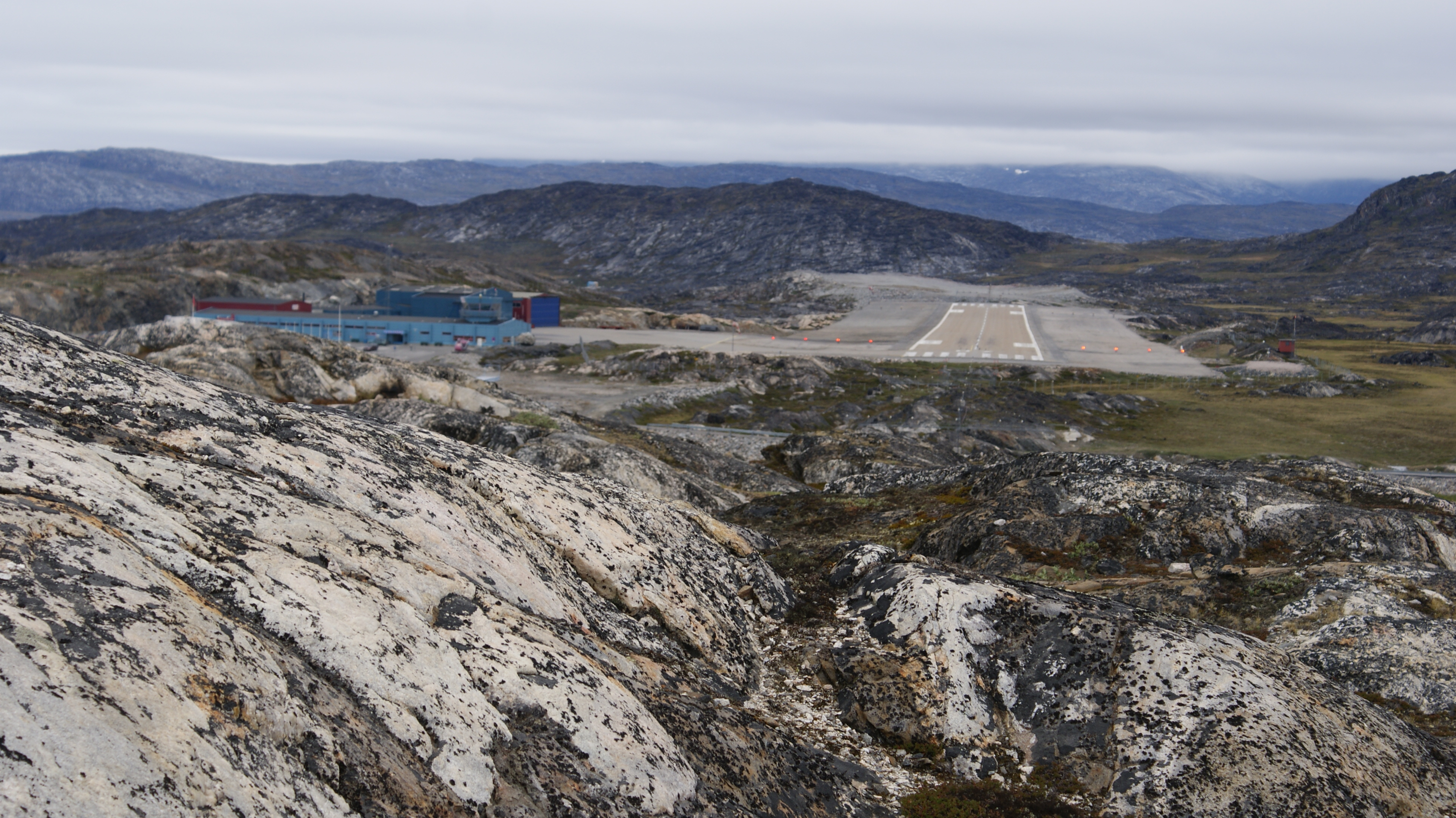
L'aéroport d'Ilulissat était le principal aéroport de Qaasuitsup.

La municipalité de Qaasuitsup était desservie par les aéroports d'Aasiaat, Ilulissat, Qaanaaq, Qaarsut et d'Upernavik.

## Toponymie
Qaasuitsup signifie « lieu de l'obscurité polaire » en groenlandais.

## Histoire
À la suite d'une réforme territoriale entrée en vigueur le 1er janvier 2009, qui a remplacé les anciens comtés et les anciennes municipalités, le Groenland est alors divisé en quatre municipalités seulement : Kujalleq, Qaasuitsup, Qeqqata et Sermersooq. La municipalité de Qaasuitsup couvre ainsi les territoires des anciennes municipalités d'Aasiaat, Ilulissat, Kangaatsiaq, Qaanaaq, Qasigiannguit, Qeqertarsuaq, Upernavik et Uummannaq.
Le 1er janvier 2018, elle est scindée en deux nouvelles municipalités, Avannaata qui regroupe Ilulissat, Qaanaaq, Upernavik et Uummannaq, au nord, et Qeqertalik qui regroupe Aasiaat, Kangaatsiaq, Qasigiannguit et Qeqertarsuaq, au sud.

## Politique et administration
21 conseillers municipaux ont été élus lors des élections municipales du 2 avril 2013. Ole Dorph, du parti Siumut, a été élu maire.
| Nom                       | Parti | Parti             |
| ------------------------- | ----- | ----------------- |
| Ole Dorph                 |       | Siumut            |
| Bernhardt Olsen           |       | Siumut            |
| Enok Sandgreen            |       | Siumut            |
| Jens Danielsen            |       | Siumut            |
| Jens Immanuelsen          |       | Siumut            |
| Jens Kristian Therkelsen  |       | Siumut            |
| Jens Vetterlain           |       | Siumut            |
| Jess Svane                |       | Siumut            |
| Jørgen Kruse              |       | Siumut            |
| Kristian Broberg          |       | Siumut            |
| Kristian Jeremiassen      |       | Siumut            |
| Ole InûsutoK' Frederiksen |       | Siumut            |
| Palle Jeremiassen         |       | Siumut            |
| Sakio Fleischer           |       | Siumut            |
| Ane Hansen                |       | Inuit Ataqatigiit |
| Bendt Broberg Kristiansen |       | Inuit Ataqatigiit |
| Hans Aronsen              |       | Inuit Ataqatigiit |
| Peter Olsen               |       | Inuit Ataqatigiit |
| Edvard Geisler            |       | Atassut           |
| Naja Petersen             |       | Atassut           |
| Karl Markussen            |       | Atassut           |

## Démographie
Qaasuitsup comptait 17 008 habitants au 1er janvier 2016 — dont 4 442 à Ilulissat — ce qui en faisait la 2e municipalité la plus peuplée du Groenland après Sermersooq et devant Qeqqata.
| 2009   | 2010   | 2011   | 2012   | 2013   | 2014   | 2015   | 2016   |
| ------ | ------ | ------ | ------ | ------ | ------ | ------ | ------ |
| 17 678 | 17 749 | 17 742 | 17 687 | 17 498 | 17 291 | 17 168 | 17 008 |